# Група армија Б
Група армија Б је био назив за различите немачке групе армија у Другом светском рату формиране у више наврата. По уопштеној немачкој војној организацији у нападу и одбрани су се армије делиле у неколико група у главном А, Б и Ц (у зависности од броја група постојале су и Д, Ф и друге).

## Опште информације
Прва група армија Б се борила на Западном фронту 1940. под заповедништвом фелдмаршала Федора фон Бока. Друга група армија Б је створена на Источном фронту поделом групе армија Југ током операције Плаво и њен задатак је био заштита северног бока групе армија А. Заповедао јој је фелдмаршал Максимилијан фон Вајхс. Трећа група армија Б је образована у Италији као одбрана од потенцијалног Савезничког искрцавања и њоме су заповедали фелдмаршали Ервин Ромел, Гинтер фон Клуге и Валтер Модел.

## Команданти
Група Армија Б је створена убрзо након завршетка напада на Пољску. Након формирања 12. октобра 1939. за њеног команданта је постављен Федор фон Бок. На западном фронту ова група је престала да постоји 22. јуна 1941. године након што је почео напад на СССР. Бок је истог дана смењен са дужности команданта јер је постао командант Групе Армија Центар која је у операцији "Барбароса" требала да буде главна сила напада и да заузму Минск, Смоленск и Москву.
Следећи пут је Група Армија Б формирана 1942. године у августу, усред почетка операције "Плаво". Њен нови командант је био Максимилијан фон Вајхс. Ова група је настала дељењем Групе Армија Југ. Група Армија А, на челу са Ерихом фон Манштајном је упућена на Кавказ и налазишта нафте у Бакуу, док је група армија Б требала да јој брани леђа. Ова армија је расформирана у фебруару 1943. након губитка у бици код Стаљинграда и пропасти операције "Плаво".
Пошто су се Савезници искрцали на Сицилију 8. јула 1943. Немцима је озбиљно угрожен савезник Италија а и њихова јужна граница. С тога 14. јула поново је формирана Група Армија Б под командом Ервина Ромела, која је за задатак имала да одбаци Савезнике из Италије и успори њихово напредовање те угуши покрете отпора на Балкану. Након покретања операције "Оверлорд" Група армија Б је из Италије премештена у Француску (у Италији и на Балкану ју је заменила Група Армија Ц). Због тешког рањавања Ромел је смењен са места команданта 19. јула 1944. да би га на том месту наследио Гинтер фон Клуге (који је комадовао свега 29 дана), а потом и Валтер Модел који је Групом армија командовао до своје смрти 21. априла 1945. када је Група армија и расформирана услед Савезничког продора. У последњем периоду ова Група армија се борила у Холандији и Белгији.

## Битка за Француску
Група Армија Б формирана је 12. октобра 1939. године и укључена је у план напада на Француску и земље Бенелукса. Ова Група Армија је била састављена од 22 пешадијске и 3 оклопне дивизије. Била је одређена за напад на земље Бенелукса.
Тог 10. маја 1940. године је Група армија Б муњевито ушла у Холандију, а потом и Белгију и Луксембург. Ни једна од влада 3 државе нису успеле да се организују и да пруже значајнији отпор.
Група Армија Б је деловала заједно са ваздушно-десантним падобранским јединицама генерала Курта Штудента. Муњевити улазак у Холандију и брза акција натерали су већи део трупа на предају већ 14. маја док је комплетна земља окупирана 17. маја а краљица Вилхелмина се повукла у Лондон заједно са владом. Луксембург се предао готово одмах по почетку операције, а њихова влада се евакуисала остављајући план за "пасивни отпор окупатору". Главни ослонац белгијске одбране је била тврђава Ебен Емаел. Ипак Група армија Б је у сарадњи са падобранцима освојила тврђаву већ другог дана рата. Убрзо након тога краљ Белгије, Леополд III је потписао мир са Немачком свега 18 дана након почетка напада.
Након освајања земаља Бенелукса покренут је напад на Француску. Поента напада је била да Немци натерају Савезнике да главнине снага упуте управо ка Групи армија Б те да помисле да ће главни немачки напад почети преко Белгије као у Првом светском рату. За то време Ерих фон Манштајн и Хајнц Гудеријан су заобишли Савезнике кроз Арденске шуме и опколили их док су Ервин Ромел и Вилхем фон Леб напали Мажино линију. И поред своје снаге Група армија Б није водила главни напад кроз Француску већ се сматра чисто диверзантском.

## Источни фронт
Главни део Групе армија Југ су биле Шеста Армија и Четврта Панцер Армија док су остатак чиниле поједине веће тенковске и пешадијске Армије Немаца, Италијана, Мађара и Румуна.
Ове групације су углавном биле наоружане Панцер III тенковима (око 1800 комада) али и Панцер II (лесто са уграђеним бацачима пламена), Панцер IV и у мањој мери Панцер 35t тенковима. Група Армија Југ је подељена на две групе:
- Групу Армија А под командом фелдмаршала Ериха фон Манштајна за заузимање нафтних поља Кавказа, Грозног и Бакуа
- Групу Армија Б под командом фелдмаршала Максимилијана фон Вајхса за оперисање на обалама Дона, освајање Стаљинграда и покривање Групе Армија А

Ова Група Армија Б је била додатно подељена јер је њен део оперисао око реке Дон, док је цела Шеста Армија под командом генерала Паулуса пошла у освајање Стаљинграда иако лишена подршке Четврте Панцер Армије која је била подршка Групи Армија А. Због снажног притиска руских снага Паулус је опкољен и заробљен  у Стаљинграду док су руске трупе вршиле притисак на Ростов и уопштено остатак Групе армија Б, онемогућавајући јој да притекне Шестој Армији у помоћ. Група армија А покушала је пробој обруча након свог повлачења због неуспелог освајања нафтних поља али узалуд.
Група Армија Б је касније преименовна у Групу Армија Дон а њени остаци у виду Шесте Армије, предали су се Совјетској војсци у фебруару 1943. године чиме је окончана битка за Стаљинград али и постојање Групе Армија Б. Након овог колапса операције "Плаво" (назив комплетне операције) командант Групе армија Б, Максимилијан фон Вајхс је пребачен да командује Групом Армија Ф на Балкану.

## Италија и Балкан
Убрзо након Савезничког искрцавања на Сицилију 1943. Немци су довели добар део трупа из Грчке, Југославије и Аустрије како би формирали Групу армија Б под командом Ервина Ромела, задужену за заустављање Савезничког напредовања кроз југ Италије. Ова група армија била је састављена од Другог СС Панцер Корупса, 51. Планинског корпуса и 87. армијске дивизије. Мада је у почетку оперисала на југу Италије убрзо је пребачена у Северну Италију, Истру, Аустрију и Словенију где је била задужена за сламање партизанског отпора те одржавање комуникације кроз Аустрију. По почетку операције "Оверлорд" 6. јуна 1944. ова Група армија је премештена у Северну Француску.

## Северна Француска
Група Армија Б је 19. јула 1944. добила новог команданта, Гинтера фон Клугеа, након што је Ервин Ромел тешко рањен. Овде је Група активно укључења у одбрани Кана у ком је пружила жесток отпор британско-канадским снагама. Ипак усред јаког притиска Савезничких трупа, мањка опреме, снабдевања и муниције као и почетак операције "Коњаник" Група Армија Б је била приморана да се повлачи. Убрзо је због "неспособности" и "неодлучности" Клуге смењен са места команданта те га је наследио Валтер Модел. Овај немачки командант већ је био познат по својим одбрамбеним умећима, ипак његова Група армија је била хендикепирана из више разлога. У то време Немци су имали проблема на свим фронтовима док је снабдевања, оружја и муниције било у минималним количинама. Поврх свега Савезничка авијација и артиљерија су свакодневно засипали немачке положаје бомбама док је немачки одговор на ово био минималан или непостојећ због мањка опреме.

## Завршне операције
Моделова Група армија је учествовала у Арденској офанзиви и ту претрпела тешке и огромне губитке док није учињено апсолутно ништа у корист Немачке. Након тога Модел је учествовао у спречавању успеха операције "Повртњак" (Маркет Гарден) а Група армија Б је ухваћена у џепу код Рура где је 21. априла 1945. престала да постоји. У овом периоду није имала нити је могла очекивати појачања те је до њеног опкољавања већ била уништена и у сваком смислу десеткована.